# Hippolütosz és Arikia
A Hippolütosz és Arikia, francia eredeti címén Hippolyte et Aricie Jean-Philippe Rameau 1733-ban írt és ugyanebben az évben, Párizsban bemutatott, előjáték plusz ötfelvonásos operája. Szövegkönyvét Racine nyomán Simon-Joseph Pellegrin írta. Ez az opera Rameau első e műfajban írt műve. Műjegyzékszáma: RCT 43.

## A mű keletkezésének története
Rameau már közel ötvenéves, híres zeneszerző volt, számos népszerű műve született a legkülönbözőbb zenei műfajokban, jelentős elméleti munkái is megjelentek, de operát még nem írt. 1727-ben írt ugyan egy levelet a neves költő-drámaíró Antoine Houdar de La Motte-nak operaszövegkönyv ügyében, de ekkor még nem volt folytatása a történetnek. 1732-ben viszont Simon-Joseph Pellegrin abbét, a híres költőt és drámaírót kérte meg, hogy írjon számára egy operalibrettót. Rameau opera iránt érdeklődésének felébredésében valószínűleg közrejátszott az is, hogy Pellegrin már írt egy szövegkönyvet Michel Pignolet de Montéclair számára, Jephté címen. Ezt az operát 1732 februárjában mutatták be, ami Rameau-nak is elnyerte a tetszését.
Pellegrin Jean Racine Phaedra című tragédiáját dolgozta fel Rameau számára, de mélyebbre ásott, és felhasználta a Racine számára is alapműnek számító klasszikus szerzők műveit is. Az abbé viszonylag gyorsan elkészült a szöveggel, a komponista pedig 1733 tavaszán fejezte be a komponálást. A bemutató a párizsi operában volt.

## A mű szereplői
| Szerep                    | Hangnem                         |
| ------------------------- | ------------------------------- |
| Hippolütosz               | kontratenor                     |
| Arikia                    | szoprán                         |
| Phaedra                   | mezzoszoprán                    |
| Thészeusz                 | basszus                         |
| Pluto                     | bariton                         |
| Diana                     | szoprán                         |
| Oenóné, Phaedra bizalmasa | szoprán                         |
| Arkasz, Thészeusz barátja | baritenor                       |
| Mercurius                 | baritenor                       |
| Tisziphoné                | baritenor                       |
| Amor                      | kontratenor                     |
| Főpapnő                   | szoprán                         |
| Párkák                    | basszus, baritenor, kontratenor |
| Ámor kísérője             | tenor                           |
| Diana papnője             | szoprán                         |
| Pásztorlány               | szoprán                         |
| Hajóslány                 | szoprán                         |
| Vadászlány                | szoprán                         |

## A mű cselekménye

### Előjáték
Amor szeretné a szerelem hatalmát kiterjeszteni, és ebben pártfogóra is akad. Jupiter megkéri Dianát, hogy egy évben egyszer tegye lehetővé a szüzességi fogadalmat tevő követői számára, hogy tisztelhessék Amort (Cupidót). Az istennő meg is ígéri, de kivételt tesz Hüppolitosszal és Arikiával, őket nem részesíti e kegyben. Ehhez kapcsolódva tudni kell, hogy az opera két főhőse két ellenségeskedő családból származik: Hippolütosz Thészeusz király fia, Arikia pedig ellensége, Pallasz utolsó sarja.

### Első felvonás
Arikia Diana szentélyében készül szüzességi fogadalmára, de még az ünnepélyes esemény előtt találkozik Hippolütosszal, és bevallják egymásnak szerelmüket, egyben kérik Diana segítségét. Megérkezik a ceremóniára Thészeusz, és az események miatt éktelen haragra gerjed, még a Diana-templom lerombolását is elrendeli. Diana azonban  megvédi a szerelmeseket és a szentélyét is. Thészeusz alászáll az alvilágba, hogy régi barátját megkeresse, és eközben – kihasználva az alkalmat – Phaedra bevallja, hogy szerelmes mostohafiába, Hippolütoszba.

### Második felvonás
Thészeusz a bajtársát, Peirithoszt keresi az alvilágban, aki büntetésből került oda, mert el akarta rabolni Prosperinát, Pluto feleségét. Az alvilágban Thészeuszt Peirithosz bűntársának gondolják, ezért Pluto elé vezetik. A megjelenő Merkúr azonban mellette tanúskodik, és elengedik. Távozása előtt azonban a párkák azt jósolják neki, hogy otthon a pokol fogja várni.

### Harmadik felvonás
Thészeusz palotájában Hippolütosz együttérzéséről és támogatásáról biztosítja mostohaanyját, Phaedrát, aki ezt szerelme viszonzásának gondolja, ezért felajánlja az ifjúnak a trónt és önmagát is. Hippolütosz válasza, miszerint ő Arikiát szereti, elkeseríti az asszonyt, és el akarja ragadni a fiú kardját, hogy öngyilkosságot kövessen el vele. Ekkor érkezik Thészeusz, és teljesen félreértve a helyzetet, apjához, Neptunushoz fohászkodik, hogy büntesse meg Hippolütoszt.

### Negyedik felvonás
Hippolütosz és Arikia elmenekülnek, Diana szent területén tervezik további életüket leélni. Egyszer csak – Neptunusz jóvoltából – megjelenik egy tengeri szörny, és elragadja Hippolütoszt. Phaedra érkezik a helyszínre, és amikor megtudja, mi történt, rájön, hogy mindennek ő volt az okozója.

### Ötödik felvonás
Phaedra bánatában öngyilkosságot követ el, de még elmondja Thészeusznak, hogy valójában mi is történt. Thészeusz szomorúságában a tengerbe akarja vetni magát, de megérkezik Neptunus, és bejelenti, hogy Hippolütosz él. Thészeuszt azonban megbünteti, mert ártatlan fiát bűnösnek hitte, arra ítéli, hogy soha többé nem láthatja Hippolütoszt. Közben Alikia a halottnak hitt Hippolütoszt gyászolja, Diana próbálja vigasztalni. Ekkor megérkezik Hippolütosz, a szerelmesek egymáséi lesznek, és boldog véget ér az opera.

## A mű színpadra állítása

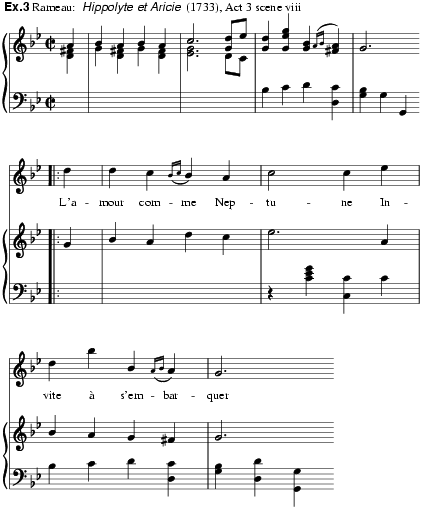
Kottarészlet (3. felvonás, 8. kép)

Rameau 1733 tavaszára készült el a zenével. Az operaházi bemutató előtt, 1733 áprilisában a Hippolyte et Aricie átesett egy „próbabemutatón”, amit Rameau támogatójának, Alexandre Jean Joseph Le Riche de La Pouplinière házában tartottak meg, majd szeptemberben kezdődtek a színházi próbák a párizsi operában (Académie royale de musique). Rameau bosszúságára az operaház néhány énekese túl merésznek és nehéznek tartott bizonyos részeket, ezért ezeket kénytelenek voltak kihagyni. Rameau később ilyen véleményt fogalmazott meg: „a nyomtatás számára meghagytunk mindent úgy, ahogyan először gondoltuk el, hogy a kíváncsiak maguk ítélhessenek”. A bemutató felszította ugyan a kedélyeket, mindazonáltal sikeres volt, az opera 1733-ban és 1734-ben több mint negyven előadást ért meg. 1742–43-ban ismét műsorára tűzte az operaház, huszonötször játszották el, erre az alkalomra Rameau kissé átdolgozta művét. Rameau életében még 1757-ben is színpadra került, majd három évvel a halála után, 1767-ben is előadták. A művet a 20. században fedezték fel újra, 1908. május 13-án mutatták be Párizsban. Igazi felfedezéséhez a század második felében Anthony Lewis 1966-os felvétele is hozzájárult.
Az operát – Hippolyte et Aricie címen – 2011-ben Vashegyi György koncertszerű előadás formájában mutatta be a MŰPA-ban, majd 2013 júniusában bemutatja a Magyar Állami Operaház is, Káel Csaba rendezésében és Vashegyi György vezényletével.

## A zenéről
A francia opera voltaképpeni megteremtője Jean-Baptiste Lully volt, aki számos operát írt, amiket ő hol tragédie en musique-nak (tragédia zenében), hol tragédie lyrique-nek (lírai tragédia) nevezett, de lényegében mindkettő ugyanazt jelenti. Rameau a francia zenei életben az ő örökségét folytatta.
A Hippolütosz és Arikia Rameau első operája volt, és bár sohasem került Rameau legnépszerűbb operái közé, a jelentőségét azonnal felismerték. A bemutatását követően az új opera felkavarta a francia zenei életet, a konzervatív zenei ízlés képviselői kifogásolták, hogy a zene „túlságosan olaszos”, hogy eltávolodott a Lully-féle tragédie en musique-től, és hogy a darab „túl sűrű”. Ezt fejezte ki Hugues Maret zeneszerző véleménye is, de pozitív felhanggal, miszerint „tíz operányi zene van ebben a műben. Ez az ember el fog minket homályosítani”. Negyven évvel később Rameau nekrológjának szerzője ezt írta az opera kapcsán: „Miként festhetnénk le azt a benyomást, amit az Hippolyte et Aricie a közönségre gyakorolt? Mint egy viharos köztársaság, ahol a szenvedélyes polgárok dühödten védik kiváltságaikat a súlyos veszélyt jelentő trónbitorlótól.” Rameau hívei – a rameauneurök, vagyis „kéményseprők”, ahogyan a lullysták nevezték őket – a francia zene új Orfeuszának kiáltották ki, és lelkesen üdvözölték a tragédie en musique műfajának megújítóját.
Valóban, Rameau a klasszikus mitológiai témát érzékeny zenei eszközökkel varázsolta élővé. Racine darabjához képest – ahol Phaedra alakja és története állt a középpontban – Pellegrinnél és Rameau-nál Arikia (Aricie) sokkal jobban az előtérbe került, ugyanakkor az ott hősi karakterrel rendelkező Hippolütosz itt sokkal emberibbé vált. Rameau minden szereplő esetén szakított a korstílusnak megfelelő statikus jellemábrázolással, az opera szereplői mind fejlődnek a cselekmény során. Így van ez Phaedra esetén is, talán az ő személyisége változik a legtöbbet a darab során; a kezdetben viszonylag rideg személyiséget Rameau szikár harmóniákkal jellemezte, a végére szép, harmonikus dallamokat írt a bűnét felismerő és megbánó asszony számára. Minden szereplőre kiterjesztve ez sokkal nagyobb lehetőséget biztosított Rameau számára a zenei hangfestésre és jellemábrázolásra, a gazdag hangszerelésre és a gyönyörű dallamok megalkotására.

## Zeneszámok
| - Nyitány Előjáték - Accourez, habitants des bois (kórus) - Az erdő lakóinak érkezése - Sur ces bords fortunés je fais régner la paix (Diana, kórus) - Au doux penchant qui les entraîne (Amor, Diana) - Diane, j’etais prêt à défendre tes droits (Jupiter, Diana, Amor) - Nymphes, aux loix du sort il faut que j’obéisse (Diana) - Peuples, Diane, enfin, vous livre à ma puissance (Amor) - Plaisirs, doux vainqueurs (Amor) - A l’amour rendez les armes La tranquille indifférence (Amor, kórus) - Par de nouveaux plaisirs (Amor) Első felvonás - Temple sacré (Arikia) - Princesse, quels apprêts me frappent dans ce temple? - Dans ce paisible séjour (Hippolütosz, Aricie, a három főpapnő, kórus) - Dieu d’Amour, pour nos asiles (Papnő) - Rendons un éternel hommage (a három főpapnő, kórus) - Princesse, ce grand jour (Phaedra, Oenoné, kórus) - Dieux vengeurs (kórus) - Ne vous alarmez pas d’un projet téméraire (Diana, kórus) - Quoi! la terre et le ciel contre moi sont armés! (Phaedra, Oenoné) - O malheur! (Phaedra, Oenoné, Arcas) - Mes yeux commencent d’entrevoir (Oenoné, Phaedra) | Második felvonás - Laisse-moi respirer (Thészeusz, Tisziphoné) - Inexorable Roi (Thészeusz, Pluto) - Qu’à servir mon courroux (Pluto, kórus) - Pluton commande (kórus) - Dieux! que d’infortunés gémissent dans ces lieux! - Du Destin le vouloir suprême (Párkák) - Ah! qu’on daigne du moins (Thészeusz) - Non, Neptunus aurait beau t'entendre (kórus) - Neptunus vous demande grâce (Merkúr, kórus) - Vous, qui de l’avenir percez la nuit profonde (Pluto, kórus) Harmadik felvonás - Cruelle mère des amours (Phaedra) - Eh bien! (Phaedra, Oenoné) - Reine, sans l’ordre exprès (Hippolütosz, Phaedra, Oenoné) - Ma fureur va tout entreprendre, Mais, pour l’objet de mon amour (Phaedra, Hippolütosz) - Que vois-je? (Thészeusz, Hippolütosz, Phaedra) - Sur qui doit tomber ma colère? (Thészeusz, Hippolütosz, Oenoné) - Quoi! tout me fuit, tout m’abandonne! (Thészeusz, Oenoné) - De mon heureux retour (Thészeusz) - Que ce rivage retentisse (Thészeusz, kórus) - Hajósok áriái (kórus) - L’Amour, comme Neptunus (hajóslány) - Quels biens! (Thészeusz) | Negyedik felvonás - Ah! faut-il, en ce jour, perdre tout ce que j’aime! (Hippolütosz) - C’en est donc fait (Arikia, Hippolütosz) - Nous allons nous jurer une immortelle foi (Arikia, Hippolütosz) - Faisons partout voler nos traits (kórus) - Amants, quelle est votre faiblesse (vadászlány) - A vadászat (a vadászok második áriája) - Első és második menüett - Quel bruit! quels vents! - Quelle plainte en ces lieux m'appellle? (Phaedra, kórus) Ötödik felvonás - Grands dieux! de quels remords je me sens déchiré (Thészeusz) - Arrête! (Neptunus, Thészeusz) - Je ne te verrais plus (Thészeusz) - Où suis-je? (Arikia) - Descendez, brillante immortelle (kórus, Arikia, Diana) - Peuples toujours soumis (Diana, kórus) - O trop heureux bergers! (Arikia, Diana) - Où suis-je transporté? (Hippolütosz, Arikia, Diana) - Chantons sur la musette (Diana, Arikia, Hippolütosz, kórus) - Bergers, vous allez voir combien je suis fidèle (Diana) - Que tout applaudisse (Diana, kórus) - Chaconne - Rossignols amoureux (pásztorlány) - Első és második gavotte - Déesse, mon bonheur passe mon espérance (Hippolütosz) - Que tout soit heureux (kórus) |

## Hangfelvételek
- Thésée – Russell Smythe, Phèdre – Bernarda Fink, Hippolyte – Jean-Paul Fouchécourt, Aricie – Véronique Gens. Közreműködik: Les Musiciens du Louvre, vezényel: Marc Minkowski. Kiadó: Deutsche Grammophon Archiv, 1994. 3 CD
- Hippolyte – Mark Padmore, Aricie – Anna Maria Panzarella, Phèdre – , Lorraine Hunt, Thésée – Laurent Naouri, Diane – Eirian James. Közreműködik: Les Arts Florissants, vezényel: William Christie. Kiadó: Erato, 1997. 3 CD

## Fordítás
Ez a szócikk részben vagy egészben  a   Hippolyte et Aricie című angol Wikipédia-szócikk ezen változatának fordításán alapul.  Az eredeti cikk szerkesztőit annak laptörténete sorolja fel. Ez a jelzés csupán a megfogalmazás eredetét és a szerzői jogokat jelzi, nem szolgál a cikkben szereplő információk forrásmegjelöléseként.